# 王宇平
王宇平（？—2012年5月4日），女，中华人民共和国政治人物，中国民主建国会中央委员会原常务委员、上海市委员会副主任委员，第九届全国政协委员。